# Élection présidentielle équatorienne de 2025
L'élection présidentielle équatorienne de 2025 a lieu le 9 février 2025 afin d'élire le président et le vice-président de la république d'Équateur. Le premier tour a lieu en même temps que des élections législatives.
Le président Daniel Noboa arrive en tête du premier tour avec 44,17 % devant Luisa González, qui le talonne avec 44,00 %. 
Le président Daniel Noboa arrive en tête du premier tour avec 44,17 % devant Luisa González, qui le talonne avec 44,00 %. Les deux candidats s'affrontent ainsi lors d'un duel qui reproduit celui de l'élection présidentielle de 2023 mais de manière inversée. Noboa arrive en effet en tête lors du scrutin de 2025, là ou González était à l'époque arrivée largement en tête du premier tour avant d'être battue au second. 
Daniel Noboa l'emporte largement au second tour avec plus de 55 % des voix. Il prête serment pour un  second mandat le 25 mai suivant.

## Contexte

### Crise politique et élection présidentielle anticipée de 2023

Candidat arrivé en tête par province au 2e tour.

L'élection présidentielle de 2023 est déclenchée de manière anticipée à la suite de la démission du président Guillermo Lasso. Confronté à une procédure de destitution initiée par l'Assemblée nationale, celui-ci a en effet recours à la procédure dite de « mort croisée », qui entraine la fin anticipée de son mandat et de celui de l'Assemblée. Bien qu'éligible, il décide de ne pas se présenter à sa réélection. Le vainqueur du scrutin de 2023 n'occupe ainsi la fonction présidentielle que jusqu’à la fin du mandat constitutionnel de Lasso, en mai 2025.
L'élection voit la victoire de Daniel Noboa, qui l'emporte au second tour avec un peu moins de 52 % des voix. Le fils de l’homme le plus riche du pays devient ainsi à 35 ans le plus jeune président de l'histoire de l'Équateur, à l'issue d'une élection l'ayant vu déjouer tous les pronostics avant le premier tour. Luisa González reconnait sa défaite et lui adresse ses félicitations au soir du second tour. Le nouveau président prend ses fonctions le 23 novembre 2023.

### Vague de violence
Fin 2023, pour réduire le problème de violence et de surpopulation dans le système pénitentiaire équatorien, le gouvernement propose la construction d'au moins six prisons de sécurité, l'expulsion de 1 500 prisonniers étrangers, et la location de trois navires qui pourront servir de prisons en mer, dans le but de séparer les détenus les plus dangereux pendant la construction de nouveaux établissements.
En janvier 2024, l'Équateur est secoué par une vague de violence liée à l'action de groupes de narcotrafiquants. Daniel Noboa déclare le pays en état de « conflit armé interne ». Les autorités identifient 22 gangs comme « terroristes » afin de les traiter comme des « objectifs militaires », une décision ensuite validée à l'unanimité par le Parlement. L'opposition de gauche apporte son soutien au gouvernement : « L’heure est aujourd’hui à l’unité nationale. Le crime organisé a déclaré la guerre à l’État, et l’État doit l’emporter ». Certains analystes reprochent au président Noboa d'apporter une réponse exclusivement sécuritaire à la criminalité, sans faire d'annonces sur d’éventuelles réformes de la police et de la justice, réputées très corrompues, ou de politique sociale pour lutter contre les causes profondes de la violence.
Le conflit amène Daniel Noboa à soumettre plusieurs projets à référendum le 21 avril 2024. Neuf des onze projets, principalement d'ordre sécuritaire, sont approuvés par les électeurs, dont notamment l'implication des forces armées dans des missions de sécurité intérieure, ainsi que l'extradition des criminels vers d'autres pays. Le succès du référendum est perçu comme un atout pour Daniel Noboa en vue de l'élection présidentielle de 2025,.

## Système électoral
Le président équatorien est élu en même temps que le vice-président pour un mandat de quatre ans par le biais d'une version modifiée du scrutin uninominal majoritaire à deux tours. Si aucun candidat ne remporte la majorité absolue des suffrages exprimés lors du premier tour, ou plus de 40 % des voix avec au moins dix points d'avance sur celui arrivé en deuxième position, un second tour est organisé dans les quarante cinq jours entre les deux candidats arrivés en tête. Est alors élu celui qui reçoit le plus grand nombre de suffrages. Le président est par ailleurs limité à un maximum de deux mandats consécutifs. Le vote est facultatif à partir de 16 ans et obligatoire à partir de 18 ans.

## Résultats

### Nationaux
| Candidats et colistiers  | Candidats et colistiers             | Partis                   | Premier tour | Premier tour | Second tour | Second tour |
| Candidats et colistiers  | Candidats et colistiers             | Partis                   | Voix         | %            | Voix        | %           |
| ------------------------ | ----------------------------------- | ------------------------ | ------------ | ------------ | ----------- | ----------- |
|                          | Daniel Noboa María José Pinto       | ADN                      | 4 527 606    | 44,17        | 5 870 618   | 55,63       |
|                          | Luisa González Diego Borja          | RC                       | 4 510 860    | 44,00        | 4 683 260   | 44,37       |
|                          | Leonidas Iza Katiuska Molina        | MUPP-NP                  | 538 456      | 5,25         |             |             |
|                          | Andrea González Galo Moncayo        | PSP                      | 275 376      | 2,69         |             |             |
|                          | Henry Kronfle Dallyana Passailaigue | PSC                      | 73 293       | 0,71         |             |             |
|                          | Pedro Granja Verónica Silva         | PSE                      | 53 940       | 0,53         |             |             |
|                          | Jimmy Jairala Lucía Vallecilla      | CD                       | 40 559       | 0,40         |             |             |
|                          | Jorge Escala Pacha Terán            | UP                       | 40 483       | 0,39         |             |             |
|                          | Henry Cucalón Carla Larrea          | MC25                     | 37 316       | 0,36         |             |             |
|                          | Luis Felipe Tillería Karla Rosero   | AVANZA                   | 33 239       | 0,32         |             |             |
|                          | Francesco Tabacchi Blanca Sacancela | CREO                     | 26 768       | 0,26         |             |             |
|                          | Víctor Araus Cristina Carrera       | PID                      | 22 678       | 0,22         |             |             |
|                          | Carlos Rabascall Alejandra Rivas    | ID                       | 22 270       | 0,22         |             |             |
|                          | Enrique Gómez Inés Díaz             | SUMA                     | 18 815       | 0,18         |             |             |
|                          | Juan Cueva Cristina Reyes           | AMIGO                    | 17 545       | 0,17         |             |             |
|                          | Iván Saquicela María Coello         | DSI                      | 11 985       | 0,12         |             |             |
|                          |                                     |                          |              |              |             |             |
| Votes valides            | Votes valides                       | Votes valides            | 10 251 189   | 91,04        | 10 553 878  | 92,63       |
| Votes nuls               | Votes nuls                          | Votes nuls               | 765 649      | 6,80         | 763 180     | 6,70        |
| Votes blancs             | Votes blancs                        | Votes blancs             | 243 573      | 2,16         | 75 956      | 0,67        |
| Total                    | Total                               | Total                    | 11 260 411   | 100          | 11 394 247  | 100         |
| Abstention               | Abstention                          | Abstention               | 2 467 705    | 18,00        | 2 336 898   | 17,03       |
| Inscrits / participation | Inscrits / participation            | Inscrits / participation | 13 732 194   | 82,00        | 13 731 145  | 82,97       |

## Analyse et conséquences
Le président Daniel Noboa arrive en tête du premier tour à l'issue d'une campagne marquée par le thème de la violence causée par les narcotrafiquants, ainsi que le virage sécuritaire controversé adopté par Noboa pour y faire face. Le candidat de l'Action démocratique nationale (ADN) réunit 44,17 % des suffrages exprimés, soit un peu plus de 20 points de pourcentage de plus qu'en 2023. Il devance ainsi de justesse Luisa González, du Mouvement de la révolution citoyenne (RC), qui arrive deuxième avec 44,00 %, tout en enregistrant elle même une progression, bien que plus modeste avec 7 points. Les deux candidats reproduisent ainsi lors du ballotage leur duel de 2023.
Durant l'entre-deux-tours, le candidat du Mouvement de l'unité plurinational Pachakutik (MUPP-NP), Leonidas Iza, arrivé troisième avec 5,25 % des voix, apporte son soutien à Luisa González.
Au second tour, que les sondages annonçaient très serré, il l'emporte avec plus de 55 % des voix. L'opposition demande alors un recompte des voix en invoquant des fraudes. Ces allégations de fraude entrainent la non-reconnaissance de la victoire de Daniel Noboa par d'autres chefs d'états, comme la présidente du Mexique Claudia Sheinbaum ou le président Colombien Gustavo Petro,. Les accusations de fraude de González souffrent néanmoins d'un manque de preuves,,,, tandis que les observateurs internationaux, dont ceux de l'Union européenne et de l'Organisation des États américains, affirment que les élections ont été libres et équitables, rejetant les accusations de fraude,.
Daniel Noboa prête serment pour son second mandat le 25 mai 2025. Malgré la limite à deux mandats présidentiels, il demeure éligible à un troisième mandat en 2029, le premier n'étant pas comptabilisé puisqu'il terminait alors le mandat de son prédécesseur, avec lequel il avait été élu en tant que vice-président.